# Erannis lesaunieri
Erannis lesaunieri är en fjärilsart som beskrevs av Paul Mabille. Erannis lesaunieri ingår i släktet Erannis och familjen mätare. Inga underarter finns listade i Catalogue of Life.